# 崗廈北駅
崗廈北駅（こうかきた-えき）は中華人民共和国深圳市福田区に位置する2号線、10号線、11号線と14号線の駅。

## 駅構造
- 単式ホーム2面2線を有する地下駅。ホームドア設置。

| 蛇口線ホーム (B2F) | 単式ホーム | 単式ホーム        |
| 蛇口線ホーム (B2F) | 1號月台    | ←■蛇口線 赤湾方面 |
| 蛇口線ホーム (B3F) | 単式ホーム | 単式ホーム        |
| 蛇口線ホーム (B3F) | 2號月台    | ■蛇口線 新秀方面→ |

## 歴史
- 2011年6月28日 - 開業。

## 隣の駅
■蛇口線
市民中心駅 - 崗廈北駅 - 華強北駅